# Foraminella
Foraminella es un género de foraminífero bentónico considerado homónimo posterior de Foraminella Sowerby, 1835, aunque considerado perteneciente a la subfamilia Nodophthalmidiinae, de la familia Nubeculariidae, de la superfamilia Cornuspiroidea, del suborden Miliolina y del orden Miliolida. Su especie tipo es Foraminella obscura. Su rango cronoestratigráfico abarca desde el Paleoceno hasta el Eoceno.

## Discusión
Clasificaciones más recientes incluirían Foraminella en la superfamilia Nubecularioidea. Foraminella fue propuesto como un subgénero de Nodophthalmidium, es decir, Nodophthalmidium (Foraminella).

## Clasificación
Foraminella incluía a la siguiente especie:
- Foraminella obscura †